# 聖何塞坎卡斯克
聖何塞坎卡斯克（西班牙語：Cancasque），是薩爾瓦多的城鎮，位於該國西北部，由查拉特南戈省負責管轄，面積35.92平方公里，海拔高度256米，2013年人口1,716，人口密度每平方公里47.77人。
13°59′N 88°51′W / 13.983°N 88.850°W